# Hypocrita horaeoides
Hypocrita horaeoides är en fjärilsart som beskrevs av De Toulgoët 1988. Hypocrita horaeoides ingår i släktet Hypocrita och familjen björnspinnare. Inga underarter finns listade i Catalogue of Life.